# David Toms
David Wayne Toms (født 4. januar 1967 i Monroe, Louisiana, USA) er en amerikansk golfspiller, der (pr. september 2010) står noteret for 12 sejre på PGA Touren. Hans bedste resultat i en Major-turnering er hans sejr ved US PGA Championship i 2001.
Toms har 3 gange, i 2002, 2004 og 2006, repræsenteret det amerikanske hold ved Ryder Cupen. Alle tre gange med nederlag.